# カチョーグ駅

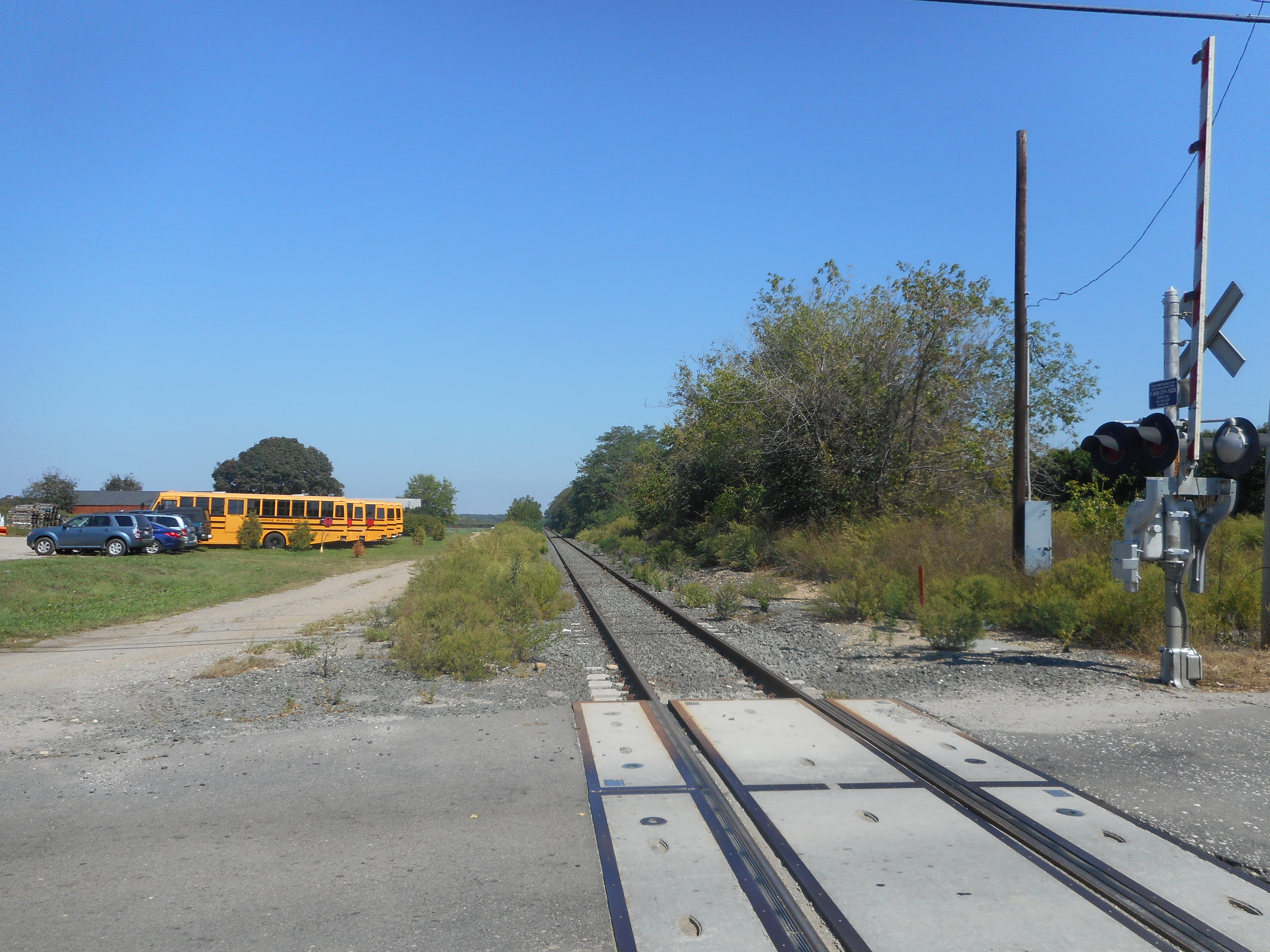
駅跡

カチョーグ駅（英: Cutchogue）とはかつて存在したロングアイランド鉄道 (LIRR) のグリーンポート支線の停車駅である。ニューヨーク州カチョーグのデポット・レーン (Depot Lane) 、その駅にちなんで命名された通り上にあった。カチョーグ駅は最初は発行された時刻表に1845年6月14日に現れ、1888年までに2度置き換えられた後、1958年に閉鎖された。停車駅として1962年6月ごろに廃止された。